# Igreja de Nossa Senhora da Glória e Saúde
A Igreja de Nossa Senhora da Glória e Saúde é uma das mais antigas da Bahia. Localizada na Praça Severino Vieira, Largo da Saúde, na cidade de Salvador, em local antigamente conhecido como Alvo. A igreja está isolada em três lados e se abre para um largo onde convergem cinco ruas. Os sobrados que compõem a praça, datados do século XIX, estão muito deteriorados e modificados. A igreja integra o sítio da Saúde, tombado pelo IPHAN e considerado zona de preservação rigorosa.

## História
A Igreja da Saúde e Glória foi construída em terras do Tenente Coronel Manoel Ramos Parente, cidadão e cavalheiro professo da Ordem de Christo e familiar do Santo Ofício, a conta de sua fazenda e de sua mulher D. Bárbara de Almeida dos Reis. A primeira pedra de prata lavrada foi posta pelo Exmo. Sr. Vasco Fernandes Cesar de Menezes, Vice-Rei do Brasil, em 2 de fevereiro de 1723. Em um ano estavam prontas a capela-mor, a sacristia, a casa das tribunas, e então a Imagem de Nossa Senhora foi levada em procissão solene pelas ruas da cidade até trono na Igreja, sendo celebrada a primeira missa em 1724.

### Histórico Arquitetônico
1723 – Colocada a pedra fundamental em 2 de fevereiro de 1723.
1724 – Concluídas a capela-mor, a sacristia e as tribunas. Foi celebrada a 1ª missa.
1769 - 1770 – Incumbe-se ao mestre entalhador Antônio Roiz Mendes retificar o retábulo da capela-mor e ao pintor Domingos da Costa Filgueira executar o teto da nave e sacristia, a pintura debaixo do coro, dos painéis para as paredes laterais da nave, douramento de três altares, pintura das tribunas e sanefas e encarnação de imagens.
1791 – Em 14 de Fevereiro de 1791, foi proposta a execução de um novo nicho para abrigar a imagem de Nossa Senhora e para esse trabalho foi contratado o mestre escultor Félix Pereira Guimarães .
1783 – Em 4 de maio de 1783 foi contratado o  mestre entalhador Manoel Bernardo de Santa Ana para fazer dezoito sobreportas. O serviço foi concluído em sete meses.
1784 – Em 15 de Fevereiro de 1784 foi contratado o mestre Manoel do Carmo Pinheiro para dourar as sobreportas, no prazo de quarto meses.
1814 – Toda a talha existente foi substituída por uma nova executada por Francisco Hermógenes de Figueiredo. A troca das talhas da igreja iniciou em 3 de abril de 1814, e os documentos indicam que a obra de substituição das talhas sofreu grande atraso.
1827 - 1828 – A Irmandade pagou ao ferreiro Antônio José de Santa Rita para a execução de grades e, no mesmo período, o mesmo ferreiro foi contratado para serviço de manutenção nas grades do comungatório.
1841 – Decadência do culto.
1844 – Foi executado revestimento em mármore no piso da igreja, sacristia e corredor direito. Entre 1844 e 1845 a Irmandade pagou a Giuseppe Carreira por 324 pedras de mármore para completar o ladrilho da igreja e 170 pedras grandes de lousa preta  foram doadas por Carlos da Silva Lopes e seu filho João da Silva Lopes para ladrilhar o restante do corredor. No mesmo período a Mesa pagou a José Joaquim de Almeida por 500 pedras de mármore para o ladrilho da sacristia e parte da igreja.
1853 – Em 13 de março de 1853 foram ladrilhadas algumas sepulturas.
1857 – Em 1857 ainda foi pago ao pedreiro Plácido Moreira Dantas, por pedras de mármore para o ladrilho que ele executou.
1874 - 1875 – Entre 1874 e 1875, Euzébio Manoel da Boa Morte foi pago pelos furos feitos para a colocação das grades da capela-mor.
1887 – Nesse período o culto foi suspenso pois a igreja entrara em obras. Iniciou-se a restauração interna e a construção de um adro com piso em mármore, gradil e portão de ferro. A parte central do teto da capela foi adulterada quando J. Rabut a repintou a título de manutenção, numa restauração desastrosa realizada entre 1887 e 1789, permanecendo porém íntegras as demais partes. Ainda entre 1887 e 1889 a Irmandade pagou a Giobatto Denegri por degraus de mármore para o novo presbitério da capela-mor. A talha substituída em 1814 só foi finalmente dourada e pintada entre os anos 1887 e 1889, período no qual as contas acusam um pagamento de alto valor a Emílio Busquet pelo douramento de todo o interior da capela. Ainda nestas época, Heráclio Augusto Odilon foi contratado para a execução de um painel a óleo representando São João para ser colocado no batistério.
1889 – Finalizadas as obras, a Igreja foi reaberta ao culto.

## Arquitetura
O edifício é de notável valor arquitetônico. Detém elementos barrocos, rococós e, no seu interior, neoclássicos. Configura-se numa Igreja de nave única, com corredores laterais e tribunas.

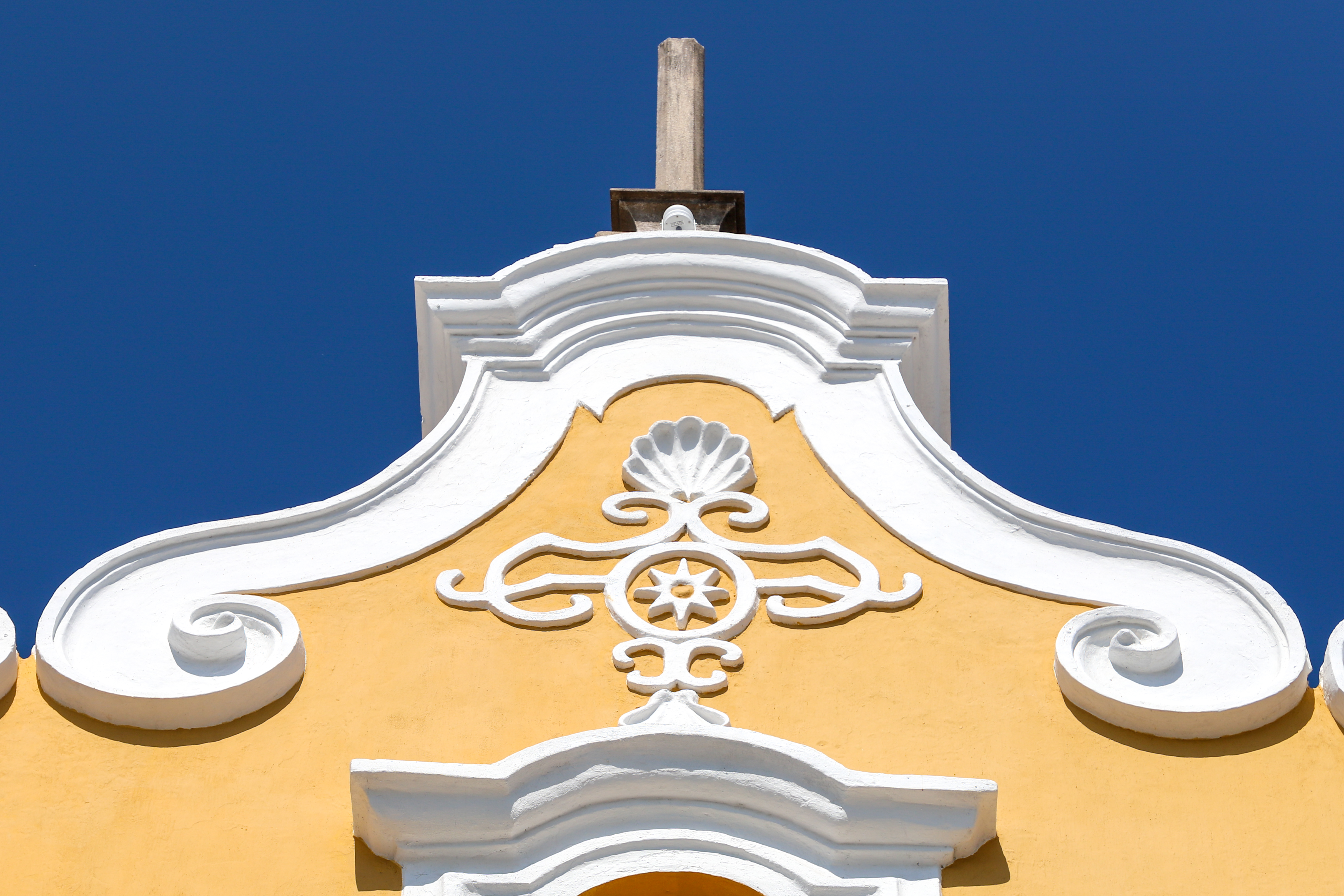
Frontão da Igreja de Nossa Senhora da Saúde

### Planta
Sua planta é característica às das demais igrejas do começo do século XVIII, com corredores laterais e tribunas sobrepostas. Esta planta, porém, ainda não apresenta a sacristia transversal que é um desenvolvimento natural do partido em "T", adotado no século XVII. Como outras igrejas baianas do mesmo tipo, ela se inscreve num retângulo perfeito, a exemplo da Igreja de São Francisco de Paula, São Bartolomeu de Pirajá, Igreja dos Aflitos, entre outras.

### Frontispício
Possui frontispício em estilo rococó tardio e terminações das torres iguais à da Igreja da Penha, isto é, em forma de pêra embrechada de louça, apoiada sobre cornijas arqueadas, elemento provavelmente inspirado nos frontões curvos da torre da igreja do Passo.

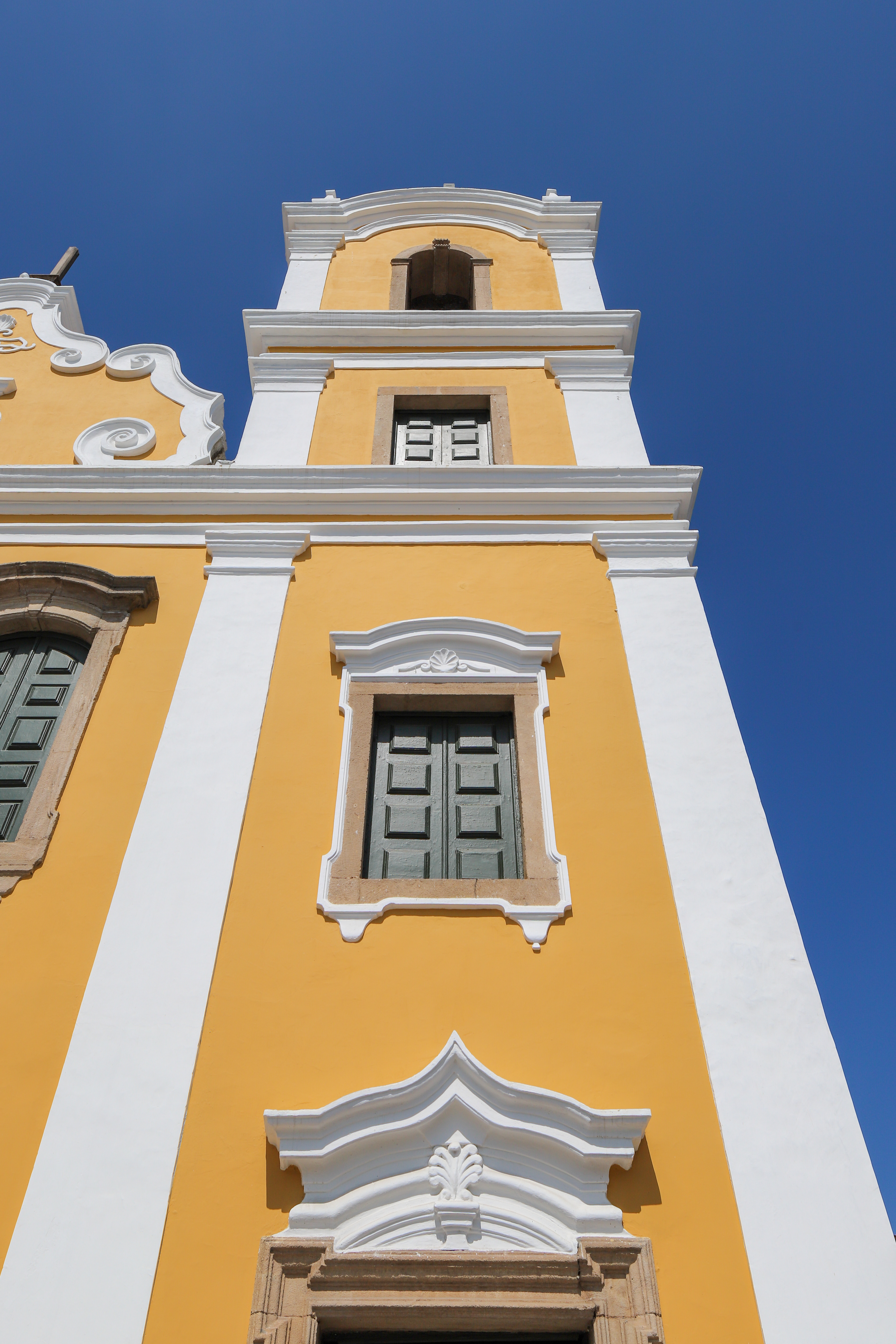
Torre direita da igreja e detalhes das janelas e de uma das portas

### Forro

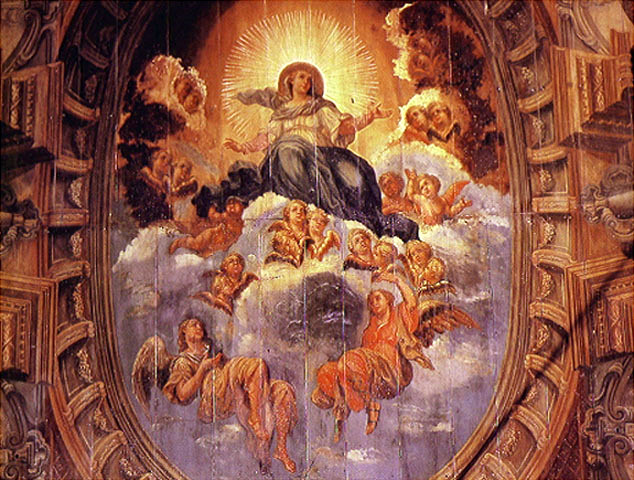
Assunção de Nossa Senhora, 1769, Igreja de Nossa Senhora da Saúde e da Glória

Possui na nave um dos primeiros tetos  de concepção ilusionista barroca realizados na Bahia, intitulado “A Assunção de Nossa Senhora”, composição pintada por Domingos da Costa Filgueira que representa a Santíssima Trindade, utilizando a técnica de perspectivista, que dá a sensação de três dimensões às pinturas. Estes tetos foram introduzidos no Brasil no final da primeira metade do século XVIII, e tem sua origem na Igreja de Santo Ignácio de Roma, pintados em 1694 pelo jesuíta Andrea Pozzo. Tal decoração produzia um efeito cenográfico típico do Barroco, pois oferecia ilusões de arquiteturas abertas ao espaço, ao encontro de céus onde pairavam santos, anjos e outras figuras gloriosas da Igreja.

### Altares
A construção possui altares em estilo neo-clássico.

### Retábulo
O retábulo caracteriza-se por um arremate em frontão curvo e cúpula bulbosa, sustentado por oito colunas, quatro em cada lateral, de capitéis compósitos e fustes canelados com delicada marcação nos extremos superiores e nos terços inferiores. A referência mais próxima desse modelo está no retábulo-mor da Igreja de Santo Antônio Além do Carmo, de autoria e data desconhecidas, mas que pode ser do final do século XVIII para princípio do século XIX. Em 24 de abril de1769, foi acertada com o Mestre Antônio Roiz Mendes a policromia e douramento do rétabulo, em caráter de manutenção. Da policromia e douramento dessa obra temos registro importante que nos dão ideia do padrão ornamental existente antes da restauração de 1887, estas informações são encontrados no Termo de Resolução e Determinação que o Desembargador Provedor dos Resíduos, Antônio Gomes Ribeiro, mandou fazer. Neste termo é discriminado, entre outras recomendações, que no retábulo da capela-mor fosse feito douramento, no trono da mesma forma, porém com mais pintura alegre e nas suas guarnições, filetes dourados. O nicho de Nossa Senhora por dentro seria forrado com seda e as figuras todas seriam encarnadas e decoradas com tafetá. As cornijas da capela-mor e guarnições das tribunas que fossem feitas em talha, também seriam douradas e os fundos pintados de branco. As portas seriam todas “atartarugadas”, com seus filetes feitos em prata e seus painéis estofados.

### Azulejos
Possui na parte baixa das paredes lateriais da nave e capela-mor importantes painéis de azulejos datados da transição do século XVIII para o XIX, de autoria de Francisco de Paula Oliveira, com legenda “VESITAN-SE / S. IZABEL” e emolduramento do tipo arquitetônico, que incluíam os seguintes motivos: colunas, mísulas, cornijas e frisos festonados em amarelo, vinho e verde. O painel representa os quatros Evangelistas, os dois doutores da igreja, o Coração de Jesus e Nossa Senhora das Dores. É complementado na parte inferior por azulejos mamoreados em roxo e verde, que segundo Carlos Ott foram adquiridos em Portugal por volta de 1786.

## Tombamento
A Igreja de Nossa Senhora da Saúde é tombada em nível federal, pelo IPHAN (Instituto do Patrimônio Histórico e Artístico Nacional) e pelo IPAC (Instituto do Patrimônio Artístico e Cultural da Bahia). Ela foi tombada com o processo de número 274-T, na data de 25 de setembro de 1941, no Livro do Tombo Histórico.
De acordo com o IPHAN (ou SPHAN), o acervo da igreja também é tombado no processo administrativo número 13/85, no Livro do Tombo das Belas Artes.

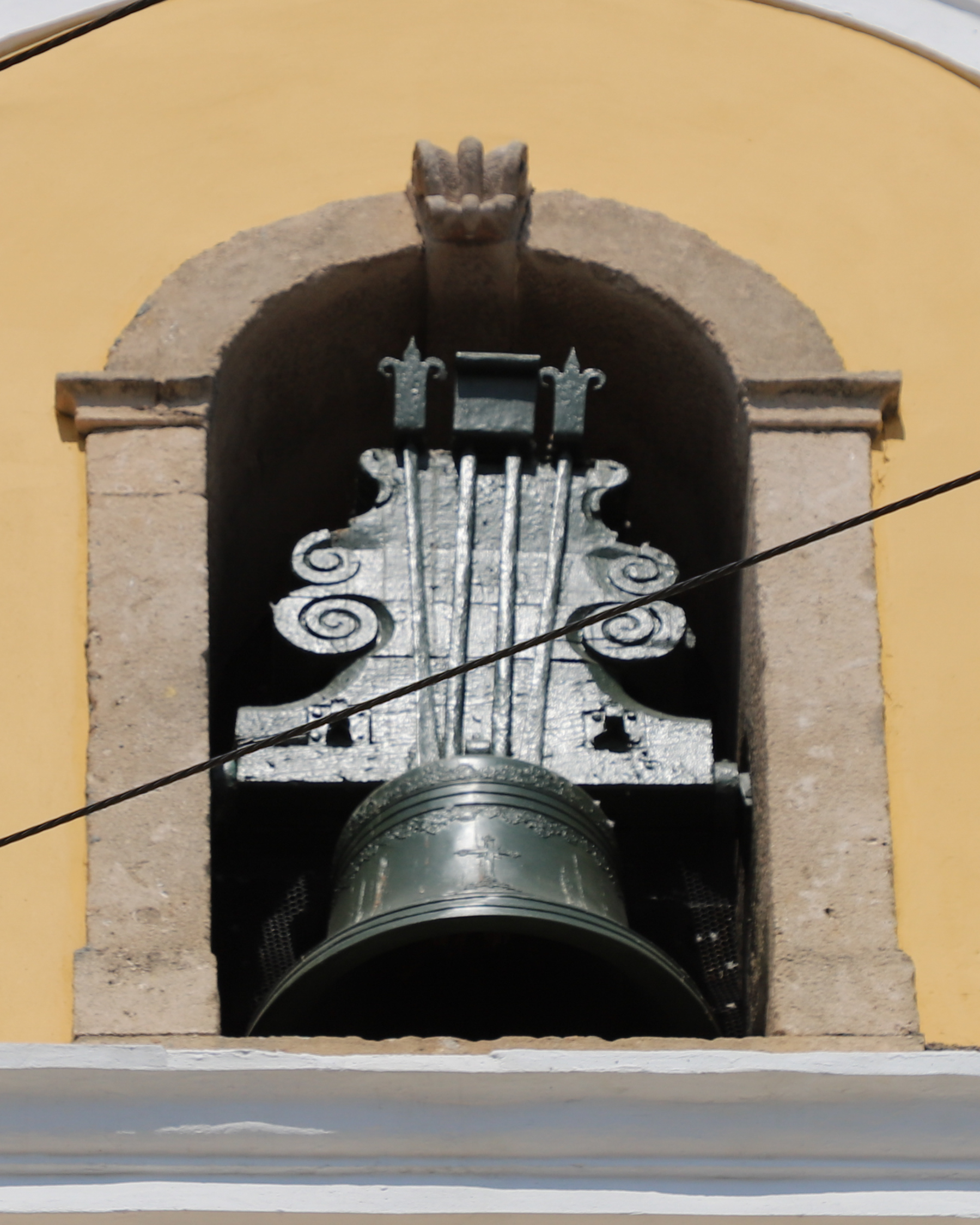
Sino da Igreja de Nossa Senhora da Saúde

## Restauração de 2012
O IPHAN iniciou em 2012 a restauração da histórica Igreja de Nossa Senhora da Saúde e Glória com investimento de cerca de R$ 1,2 milhão. A Igreja estava em condições precárias e com alto risco de desabamento. A intervenção teve como objetivo principal a reforma da estrutura interna, do telhado e do taboado do primeiro pavimento do templo, que estava com muitas infiltrações. Além da restauração da Igreja as edificações vizinhas, pertencentes à Irmandade passaram a abrigar espaços integrados à igreja, com diversas possibilidades de uso, auxiliando na sustentabilidade e manutenção do templo. As obras duraram cerca de um ano, uma vez que a restauração do conjunto de edifícios foi extremamente complexa e precisou ser feita de forma cuidadosa. Em relação às obras de consolidação da estrutura da cobertura e do forro, estas tiveram prazo de conclusão de três meses. De acordo com o IPHAN, tratou-se de intervenção delicada, já que a situação das estruturas estavam bastante prejudicadas e havia sério risco ao monumento se nenhuma intervenção fosse realizada. Durante a restauração o monumento não foi interditado, mesmo com a realização das obras, que foram executadas em etapas.